# Lumazine
Lumazine of 2,4-pteridinedion is een pteridine-derivaat. De stof komt voor als een lichtgeel tot lichtbruin poeder.
Lumazine is de stamverbinding van een groep heterocyclische verbindingen die in de natuur voorkomen als precursor van biomoleculen en/of als metabolieten. Een daarvan, 6,7-dimethyl-8-D-ribityllumazine, wordt soms ook kortweg lumazine genoemd. Het is de onmiddellijke precursor van riboflavine in de biosynthese van riboflavine in planten en sommige micro-organismen. Het enzym lumazine-synthase katalyseert de condensatie van 3,4-dihydroxy-2-butanon-4-fosfaat met 5-amino-6-ribitylamino-2,4(1H,3H)pyrimidinedion (ARAPD) tot dit lumazine. Twee moleculen daarvan worden dan in een dismutatie, met riboflavine-synthase als katalysator, omgezet in een molecule riboflavine en een molecule pyrimidinedion ARAPD, dat gerecycleerd kan worden door lumazine-synthase.